# (15058) Billcooke
(15058) Billcooke est un astéroïde de la ceinture principale.

## Description
(15058) Billcooke est un astéroïde de la ceinture principale. Il fut découvert le 22 décembre 1998 à Kitt Peak par le projet Spacewatch. Il présente une orbite caractérisée par un demi-grand axe de 3,09 UA, une excentricité de 0,17 et une inclinaison de 5,8° par rapport à l'écliptique.

## Compléments